# Michael J. Pollard
Michael John Pollard (Passaic, New Jersey, 1939. május 30. – Los Angeles, Kalifornia, 2019. november 20.) amerikai színész.

## Filmjei
- The Stripper (1963)
- Jönnek az oroszok! Jönnek az oroszok! (The Russians Are Coming the Russians Are Coming) (1966)
- A vad angyalok (The Wild Angels) (1966)
- Star Trek (1966, tévésorozat, egy epizódban)
- Caprice (1967)
- Bonnie és Clyde (Bonnie and Clyde) (1967)
- Hannibal Brooks (1968)
- A nyerő páros (Little Fauss and Big Halsy) (1970)
- Olajkeresők (Les pétroleuses) (1971)
- Dirty Little Billy (1972)
- I quattro dell’apocalisse (1975)
- Melvin és Howard (Melvin and Howard) (1980)
- Véres hajsza (Heated Vengeance) (1985)
- Igaz hazafi (The Patriot) (1986)
- Roxanne (1987)
- Amerikai rémregény (American Gothic) (1987)
- Szellemes karácsony (Scrooged) (1988)
- A vér szava (Next of Kin) (1989)
- Tango és Cash (Tango & Cash) (1989)
- Bizánci tűz (Why Me?) (1990)
- Sötét angyal (Dark Angel) (1990)
- Csak a holttestén keresztül (Enid Is Sleeping) (1990)
- Dick Tracy (1990)
- Folt a zsákját (Another You) (1991)
- Száguldás a milliókért (Motorama) (1991)
- Őrült Stone, avagy 2008: A patkány éve (Split Second) (1992)
- Arizonai álmodozók (Arizona Dream) (1993)
- Fegyvermánia (Mad Dog Time) (1996)
- Odüsszeusz / Odüsszeia (The Odyssey) (1997, tévéfilm)
- Pasifogó (Tumbleweeds) (1999)
- Mindörökké Lulu (Forever Lulu) (2000)
- Eltemetett bűnök (Out of the Black) (2011)
- 1000 halott háza (House of 1000 Corpses) (2003)
- The Woods (2012)